# أدان فيرغارا
أدان فيرغارا (بالإسبانية: Adán Vergara)‏ هو لاعب كرة قدم تشيلي في مركز الدفاع، ولد في 9 مايو 1981 في إيكويكو في تشيلي. لعب مع أتلانتي إف سي وسانتياغو واندررز ومينيروس دو غويانا ونادي أونيفرسيداد كاتوليكا ونادي داليان شيده ونادي زيورخ ونادي فاسكو دا غاما ونادي لوزيرن ويونيون إسبانيولا.

## وصلات خارجية
- أدان فيرغارا على موقع قاعدة بيانات كرة القدم.إي يو (الإنجليزية)
- أدان فيرغارا على موقع Soccerway.com (الإنجليزية)
- أدان فيرغارا على موقع عالم كرة القدم.نت (الإنجليزية)
- أدان فيرغارا على موقع AS.com (الإسبانية)